# Perales del Puerto (kommun)
Perales del Puerto är en kommun i Spanien.   Den ligger i provinsen Provincia de Cáceres och regionen Extremadura, i den centrala delen av landet, 250 km väster om huvudstaden Madrid. Antalet invånare är 966.